# Portugaliæ Monumenta Historica
Os Portugaliæ Monumenta Historica (PMH) são uma coletânea de textos da História de Portugal.
A sua compilação e publicação inspirou-se nos Monumenta Germaniæ Historica.
A obra foi publicada pela Academia das Ciências de Lisboa entre 1856 e 1917, dividida em quatro secções: Scriptores (autores), Leges et Consuetudines (leis e costumes), Diplomata et Chartae (diplomas e cartas) e Inquisitiones (inquirições). As primeiras três foram compiladas sob a direção de Alexandre Herculano anteriormente a 1873, e a última, Inquisitiones, entre 1888 e 1897, após a sua morte.
Os documentos datam da Idade Média e são primariamente escritos em latim medieval e língua galego-portuguesa..
Uma nova série dos PMH foi publicada em 1980, sob a direcção de José Mattoso, compreendendo a edição crítica dos nobiliários medievais portugueses: o Livro do Deão, o Livro Velho de Linhagens e o Livro de Linhagens do Conde D. Pedro.